# الکتروپیوتر وی‌اف‌یو
الکتروپیوتر وی‌اف‌یو (انگلیسی: Electroputere VFU) شرکت مهندسی رومانیایی است، که در سال ۱۸۶۹ تأسیس شد.